# Ćhadźdźa

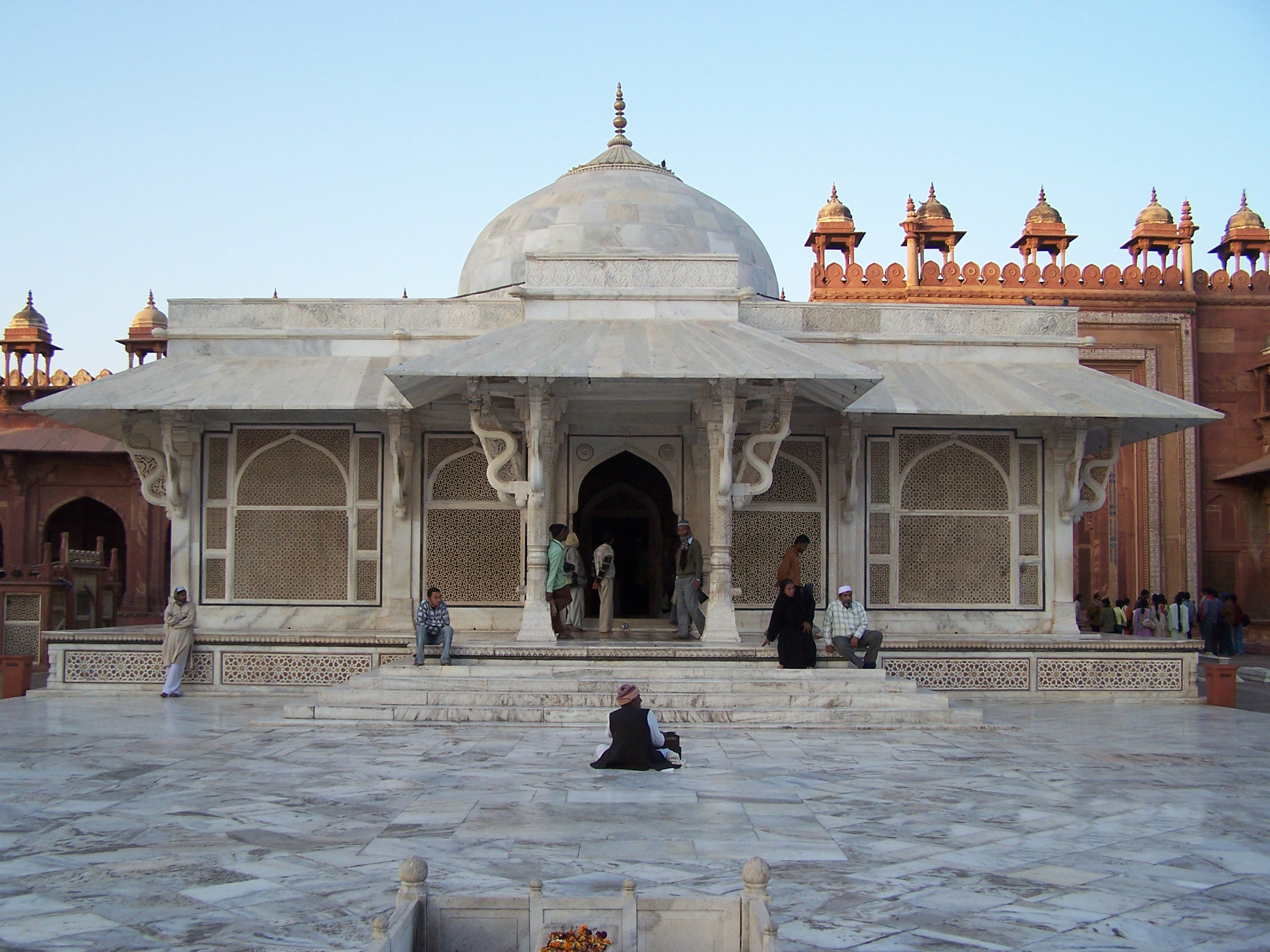

Ćhadźdźa, czadżdża, z ind, ang. Chhajja – termin oznaczający kamienne okapy, wysunięte poza dach budynku, spotykane w architekturze indyjskiej (zwłaszcza o rodowodzie muzułmańskim). Zwykle tworzą zwieńczenie galerii albo pawilonów.